# فرانکوفونته
فرانکوفونته (به ایتالیایی: Francofonte) یک کومونه در ایتالیا است که در استان سیراکوز واقع شده‌است.

## خصوصیات
فرانکوفونته ۷۴٫۰ کیلومترمربع مساحت و ۱۲٬۴۹۴ نفر جمعیت دارد و ۲۸۱ متر بالاتر از سطح دریا واقع شده‌است.